# Carnot-varmluftmotor
En Carnot-varmluftmotor eller Carnot-maskine er en teoretisk varmluftmotor, der arbejder på Carnot-kredsprocessen. Grundmodellen for denne varmluftmotor blev udviklet af Nicolas Léonard Sadi Carnot i 1824. Carnot-motormodellen blev grafisk udvidet af Benoît Paul Émile Clapeyron i 1834 og matematisk udforsket af Rudolf Clausius i 1857. Dette arbejde førte til det grundlæggende termodynamiske begreb entropi. Carnot-varmluftmotoren er den mest effektive varmluftmotor, som er teoretisk muligt. Effektiviteten afhænger kun af de absolutte temperaturer i varmereservoiret og kuldereservoiret, som den opererer mellem.
En varmluftmotor virker ved at overføre varmeenergi fra et varmt område til et køligt område i rummet og i processen konvertere noget af denne varmeenergi til mekanisk arbejde. Kredsprocessen kan også vendes. Systemet kan blive bearbejdet af en ekstern kraft, og i processen kan det overføre termisk energi fra et køligere system til et varmere, og derved fungere som en varmepumpe i stedet for en varmemotor. Det kan fx anvendes i aircondition, et køleskab eller en fryser.
Ethvert termodynamisk system eksisterer i en bestemt tilstand. En termodynamisk kredsproces er, når et system fra en starttilstand sendes gennem en række af forskellige termodynamiske processer, og til sidst returneres til sin oprindelige tilstand. I processen med at gennemgå denne kredsproces kan systemet udføre arbejde på sine omgivelser og derved fungere som en varmluftmotor.
Carnot-varmluftmotoren er en teoretisk konstruktion, nyttig til at udforske effektivitetsgrænserne for andre varmemotorer. En egentlig Carnot-varmluftmotor ville dog være fuldstændig upraktisk at bygge.